# Robert Garry
Robert Garry est un géographe né le 23 avril 1906 à Saint-Barthélémy d'Agenais, Lot-et-Garonne en France,  naturalisé canadien en 1958 et mort à Montréal en janvier 1989.

## Formation
- Licence en droit de l'Université de Paris, 1927.
- Diplôme d'études supérieures de doctorat (D.E.S.) en droit international et public, 1928.
- Diplôme d'études supérieures en économie politique, 1930.
- Brevet de l'École nationale de la France d'outre-mer, (E.N.F.O.M), 1930.
- Brevet de l'École nationale des langues orientales vivantes.
- Brevet de connaissance pratique de la langue cambodgienne, à Phnom Penh, 1933.
- Licence en géographie, Université de Montréal, 1951.

## Carrière
De 1931 à 1949, Robert Garry est administrateur des services civils de l'Indochine, directeur des services économiques du Cambodge, délégué auprès du gouvernement cambodgien. De 1935 à 1942, il enseigne le droit à l'École d'administration cambodgienne. En 1947, il s'installe à Montréal et enseigne la géographie à l'institut de géographie de l'Université de Montréal. Spécialiste des civilisations extrême-orientales, Robert Garry devient professeur agrégé en 1950, professeur titulaire en 1963 et conférencier sur l'Asie de l'Est. Après sa retraite en 1971, il poursuit l'enseignement en tant que chargé de cours et prononce de nombreuses conférences jusqu'en 1985. Il est membre de plusieurs associations, dont l'Association québécoise pour les études asiatiques, qu'il préside. Il participe à la réalisation et à la présentation de nombreuses émissions de télévision. Il réalise plusieurs voyages d'études, et publie de nombreux livres et articles.

## Centre de documentation Robert Garry
En 1976, afin de centraliser les activités d’enseignement et de recherche sur l’Asie de l’Est (Chine, Japon, Corée), Robert Garry participe à la création du Centre d’études asiatiques (CETASE) à l’Université de Montréal. Par la suite, son champ d’expertise s’étend à l’Asie du Sud-Est (Vietnam, Philippines et autres pays du Sud-est asiatique) puis à l’Asie du Sud (Inde et pays indianisés de l’Asie).
Afin de soutenir et de référer les étudiants et chercheurs dans leurs recherches, un centre de documentation est aussi créé. Robert Garry fait don de nombreux documents de sa collection personnelle pour alimenter ce nouveau centre et, rapidement, la collection du centre contient plus de 40 000 documents en français, anglais, chinois, japonais et coréen.
En 2005, le centre de documentation Robert Garry s’associe aux bibliothèques de l’Université de Montréal et sa collection est intégrée au catalogue informatique Atrium. Le 2 mai 2014, le centre de documentation Robert Garry est fermé pour être déplacé à la Bibliothèque des Lettres et Sciences humaines (BLSH) de l’Université de Montréal. Il rouvre le 26 février 2015 sous le nom d’Espace Asie. Celui-ci contient un espace de travail vitré avec 10 places de travail individuel, un dispositif d'exposition et une salle multifonctionnelle de 24 places sous forme de tables électrifiées et de fauteuils munis de tablettes. Les livres sont séparés en deux sections, une partie disponible sur des étagères traditionnelles et une autre partie placée dans des rayonnages compacts mobiles (une partie accessible directement dans le nouvel espace, le reste au centre de conservation dans le sous-sol du pavillon Lionel-Groulx). La collection de films est ajoutée à la collection de la médiathèque.